# Ástaco (Bitinia)

Mapa con la posición de Ástaco y otras ciudades cercanas al Bósforo.

Ástaco (en griego, Αστακός) era una antigua ciudad griega de Bitinia, que se situaba cerca de la actual Izmit, en Turquía.

## Historia
Ástaco fue colonizada en el 712-11 a. C. por habitantes de la ciudad de Mégara. Más tarde, formó parte de la liga de Delos y en torno a 435 - 434 a. C. fue colonizada por los atenienses. En el 405 a. C., Dedalses, rey de Bitinia, la incorporó a sus dominios.
Ya en época helenística, Antígono Monoftalmos la liberó pero volvió a pasar a dominio de Bitinia en época de Cipetes o Zipoites, padre de Nicomedes I. Posteriormente fue destruida por Lisímaco, rey de Tracia. Nicomedes trasladó sus habitantes a Nicomedia en el año 264 a. C.
El golfo en cuya costa se encontraba era llamado golfo Astaceno.